# Downs, Illinois
Downs är en by (village) i McLean County i Illinois. Vid 2010 års folkräkning hade Downs 1 005 invånare.